# Pontvallain
Pontvallain és un municipi francès situat al departament del Sarthe i a la regió de País del Loira. L'any 2007 tenia 1.558 habitants.

## Demografia

### Població
El 2007 la població de fet de Pontvallain era de 1.558 persones. Hi havia 579 famílies de les quals 144 eren unipersonals (70 homes vivint sols i 74 dones vivint soles), 201 parelles sense fills, 205 parelles amb fills i 29 famílies monoparentals amb fills.
La població ha evolucionat segons el següent gràfic:
Habitants censats

### Habitatges
El 2007 hi havia 681 habitatges, 589 eren l'habitatge principal de la família, 54 eren segones residències i 38 estaven desocupats. 630 eren cases i 48 eren apartaments. Dels 589 habitatges principals, 460 estaven ocupats pels seus propietaris, 111 estaven llogats i ocupats pels llogaters i 18 estaven cedits a títol gratuït; 7 tenien una cambra, 52 en tenien dues, 101 en tenien tres, 126 en tenien quatre i 303 en tenien cinc o més. 415 habitatges disposaven pel capbaix d'una plaça de pàrquing. A 246 habitatges hi havia un automòbil i a 282 n'hi havia dos o més.

### Piràmide de població
La piràmide de població per edats i sexe el 2009 era:
| Homes | Edats   | Dones |
| ----- | ------- | ----- |
| 0     | 95 o +  | 4     |
| 0     | 90 a 94 | 20    |
| 20    | 85 a 89 | 16    |
| 12    | 80 a 84 | 16    |
| 20    | 75 a 79 | 28    |
| 28    | 70 a 74 | 32    |
| 52    | 65 a 69 | 48    |
| 24    | 60 a 64 | 44    |
| 16    | 55 a 59 | 20    |
| 36    | 50 a 54 | 40    |
| 24    | 45 a 49 | 36    |
| 52    | 40 a 44 | 40    |
| 44    | 35 a 39 | 36    |
| 48    | 30 a 34 | 48    |
| 60    | 25 a 29 | 40    |
| 24    | 20 a 24 | 32    |
| 40    | 15 a 19 | 24    |
| 52    | 10 a 14 | 28    |
| 48    | 5 a 9   | 32    |
| 32    | 0 a 4   | 36    |

## Economia
El 2007 la població en edat de treballar era de 897 persones, 672 eren actives i 225 eren inactives. De les 672 persones actives 606 estaven ocupades (323 homes i 283 dones) i 66 estaven aturades (29 homes i 37 dones). De les 225 persones inactives 76 estaven jubilades, 73 estaven estudiant i 76 estaven classificades com a «altres inactius».

### Ingressos
El 2009 a Pontvallain hi havia 584 unitats fiscals que integraven 1.528 persones, la mediana anual d'ingressos fiscals per persona era de 15.993 €.

### Activitats econòmiques
Dels 52 establiments que hi havia el 2007, 1 era d'una empresa extractiva, 3 d'empreses alimentàries, 3 d'empreses de fabricació d'altres productes industrials, 11 d'empreses de construcció, 11 d'empreses de comerç i reparació d'automòbils, 2 d'empreses de transport, 2 d'empreses d'hostatgeria i restauració, 2 d'empreses financeres, 2 d'empreses immobiliàries, 6 d'empreses de serveis, 5 d'entitats de l'administració pública i 4 d'empreses classificades com a «altres activitats de serveis».
Dels 20 establiments de servei als particulars que hi havia el 2009, 1 era una gendarmeria, 1 oficina de correu, 1 una oficina bancària, 2 tallers de reparació d'automòbils i de material agrícola, 1 establiment de lloguer de cotxes, 1 autoescola, 1 paleta, 1 guixaire pintor, 3 fusteries, 3 lampisteries, 1 empresa de construcció, 2 perruqueries, 1 restaurant i 1 saló de bellesa.
Dels 7 establiments comercials que hi havia el 2009, 1 era una botiga de menys de 120 m², 2 fleques, 2 carnisseries i 2 floristeries.
L'any 2000 a Pontvallain hi havia 17 explotacions agrícoles que ocupaven un total de 650 hectàrees.

## Equipaments sanitaris i escolars
El 2009 hi havia 1 farmàcia i 1 ambulància.
El 2009 hi havia una escola elemental. Pontvallain disposava d'un col·legi d'educació secundària amb 319 alumnes.

## Poblacions més properes
El següent diagrama mostra les poblacions més properes.